# Dianthus zangezuricus
Dianthus zangezuricus är en nejlikväxtart som beskrevs av Nersesian. Dianthus zangezuricus ingår i släktet nejlikor, och familjen nejlikväxter. Inga underarter finns listade i Catalogue of Life.